# Храм Павла Исповедника (Бизерта)
Храм Святителя Павла Исповедника — домовый православный храм при Морском корпусе в составе Русской эскадры в Бизерте (Тунис), существовавший в 1920—1925 годах. Располагался в помещении военного форта Джебель Кебир.

## История
В 1920 году в результате Крымской эвакуации русская Черноморская эскадра прибыла в порт Бизерты в Тунисе, в ее составе в корабельном храме на эскадренном броненосце Георгий Победоносец служил протоиерей Георгий Спасский. Он же стал инициатором создания храма в честь Святителя Павла Исповедника при Морском корпусе, размещенном в помещениях французского военно-морского форта Джебель Кебир на расстоянии 5 км от Бизерты.

Отец Георгий Спасский был до революции священником Черноморского флота. Уже тогда он занимал видное положение, а когда после Крымской эвакуации наш флот ушел в Бизерту, значение его, как духовного водителя эмиграции, в Бизерте еще больше возросло— Евлогий (Георгиевский). Путь моей жизни. М.: Московский рабочий, 1994. с. 380.
Один из офицеров флота Владимир фон Берг дает описание храма:

Вы входите в полутемный каземат. Там — в, стране магометанских мечетей и католического костела поставил отец Георгий Спасский русскую православную церковь в пещерном каземате пещерного Кебира. С низкого, сводчатого потолка спускаются зеленые гирлянды пушистого воска и туи, в них вплетены живые цветы. Гирлянды темной рамой окружают белый иконостас с Царскими вратами. На иконостасе образ Христа Спасителя и святого Павла Исповедника…— Берг В., фон. Последние гардемарины. Париж, 1931.

Церковь сделалась составной частью Морского корпуса, и церковная жизнь вошла существенным элементом в наш русский африканский быт. К ней привыкли и с ней свыклись все, не только одни православные. Вспоминая наши многочисленные церковные службы, можно сказать с уверенностью, что церковь вносила какую-то умиротворяющую регулярность в наш годовой служебный обиход, объединяла, давала много сладких минут своим утешением и красотой.
 
Наша церковь строилась общими усилиями. В глубине темного коридора, под земляным валом, в самом далеком каземате, слабо освещенном узкими амбразурами окон. Иконостас был взят с эскадры. Плащаница, венцы, хоругви, иконы делались местными художниками. Ризы и церковные облачения шили дамы. Каждое новое достижение в этом отношении было предметом общего внимания и составляло гордость всех. На праздниках ходили в поля за зеленью и цветами… У правого клироса, в особом киоте, стояла наша местная икона Богородицы «Радость странным»— Кнорринг Н.  Сфаят // Узники Бизерты. с.157.
В 1922 году Спасский инициировал создание Воскресенского прихода в Тунисе.
В 1924 году, после спуска Андреевского флага, церковное имущество было перенесено в частную квартиру в Бизерте, где также в честь Георгия Победоносца до 1938 года действовал домовый русский храм. Затем утварь поступила в церковь Александра Невского, построенную в 1937—1938 годах.
Часть утвари флотским протоиереем Николаем Венецким была перевезена в православный приход, устроенный русскими рабочими при пушечном заводе в городе Крезо во Франции.
25 мая 1925 года французскими властями русский Морской корпус в Бизерте был ликвидирован, в результате чего гарнизонная церковь святого Павла Исповедника была закрыта.

## Клир
- Протоиерей Георгий Спасский
- диакон Иоанн Байздренко[2]

## Покровитель храма
Посвящение храма во время размещения Русской эскадры в Тунисе в честь святителя Павла Исповедника, патриарха Цареградского связано с тем, что этот святой являлся покровителем Морского корпуса, именно в день его литургической памяти внучка Петра Великого, российская императрица Елизавета Петровна подписала соответствующий указ 6 ноября 1755 года об основании корпуса в Санкт-Петербурге. Домовый храм при корпусе был освящен в 1797 году. Богослужения в ней были прекращены в 1918 году. От императрицы Анны Иоанновны пошла традиция, когда русские монархи присылали в этот день кадетам на обед гуся. Во время спешной эвакуации корпуса из Крыма по воспоминаниям, узнаем:

Ни земли, ни скалы, ни островочка. Наступило 6-е ноября день святого Павла Исповедника — праздник Морского корпуса. На корме парадный аналой. Стоят в форме офицеры, гардемарины и кадеты. Тут же дамы, барышни и дети.
Епископ Вениамин служит торжественный молебен, поет свой хор кадет и вольною птицей несется молитва в открытое небо.
 
В походной кухне… сварен жирный суп и в нем, несмотря на всю тогдашнюю бедность, плавает «традиционный» гусь.— Варнек П.А. // Узники Бизерты. с. 226.
В издаваемом в Бизерте на правах рукописи Морском сборнике опубликовано стихотворение посвященное празднику.

ШЕСТОЕ НОЯБРЯ
Шестое ноября. Красивый Праздник Флота
Там в залах Корпуса на берегах Невы-
Так ждали все питомцев прежних слета,
Так Корпусом своим гордились Вы…
Душой сливались все шестого ноября…
В кают-компании шестого ноября
Все пили Вы за флот, за Корпус, за Царя…
Но пробил час тяжелых испытаний
Три года мук, борьбы, бесчисленных могил,
Тяжелый крестный Путь, но день воспоминаний
Шестого ноября и он не омрачил…
Но ночь пройдет и загорится снова,
Засветится прекрасная заря -
И вновь соберет нас всех — день памяти былого

Ваш светлый день — Шестое ноября…— Рышков Николай // Морской сборник. Бизерта, 1921, № 1. с. 3-4.
Контр-адмирал Н. Н. Машуков пожертвовал в Парижский собор Святого Александра Невского уникальную икону, изготовленную в виде несущегося по волнам корабля с тремя парусами, на которых изображены святые покровители Российского императорского флота святитель и чудотворец Николай, архиепископ Мирликийский, апостол Андрей Первозванный и исповедник Павел Цареградский.

## Икона Богородицы «Радость странным»
В Бизерте по инициативе протоиерея Георгия Спасского была написана икона Божией Матери под названием «Радость странным», ее новаторская иконография отразила реальность эмигрантского бытия, как обращение беженцев к символу, выразившемуся в образ Защитницы бездомных странников.

мысль о ней возникла на эскадре, где кто-то видел сон — Божию Матерь, как покровительницу странников — беженцев. Отец Георгий захотел запечатлеть этот религиозный момент, и одна художница, жившая в Корпусе, написала икону — Богородицу в лучах среди наших кораблей и беженских лагерей— Кнорринг Н. Воспоминания об о. Георгие // Спасский Георгий, протоиерей. Воспоминания. Париж. с 86.

## Акафистиконе Богородицы «Радость странным»
Появившись в Бизерте, благодаря авторству Георгия Спасского акафист позднее распространился и в других местах русского зарубежья, прежде всего в Париже. Этот церковный гимн, написанный по образцу древних византийско-русских поэтический произведений, по своему содержанию, очень соответствовал утешительным целям, направленным к мятущимся русским сердцам. Читаем о психологическом восприятии и влиянии на эмигрантскую среду слов этого акафиста:

Где моя родина, где мой дом?… устало, взывает в агонии тоски наша истерзанная душа. Не этот ли, убогий, жалкий угол, случайный приют для обездоленных тружеников… — Где моя родина, где мой дом? Сколько мучительных вопросов, сколько жалобной мольбы живет в этом стоне души: пусто, холодно, одиноко, зачем жить?.. — Где наша родина, где наш дом? — Ответ уже живет в благоговейной тишине храма и, не ожидая вопроса, он вселяется в душу бессознательным чувством внезапного успокоения… Пустыня одиночества и страданий превращается в цветущий сад райской обители. В нашей церкви православной, в родном храме. Мы нашли нашу Родину…. — Где наша родина, где наш дом?! — Какой странный и ненужный вопрос! Церковь — наша родина, храм — наш дом— Е. А. М. Акафисты в храме Святой Троицы. Воспоминания об о. Георгие // Спасский Георгий, протоиерей. Воспоминания. Париж. с. 86.